# Domino Recording Company
Domino Recording Company – niezależna wytwórnia muzyczna założona w 1993 roku w Londynie przez Laurence’a Bella i Jacqui Rice. Główną ideą „Domino” jest zapewnienie swoim artystom swobody ekspresji oraz odnajdywanie nowych twórców.
Pełna i poprawna nazwa wytwórni to „Domino Recording Company”, w skrócie „Domino”. Spopularyzowany skrót „Domino Records” nie jest mile widziany w jej kręgach.

## Artyści związani z wytwórnią

### Obecnie
- Adem
- Animal Collective
- Archie Bronson Outfit
- Arctic Monkeys
- Lou Barlow
- Bonde do Rolê
- Bonnie Billy
- Clearlake
- Clinic
- Correcto
- The Count and Sinden
- Dirty Projectors
- Benjy Ferree
- Four Tet
- Franz Ferdinand
- Fridge
- Hayden Thorpe
- Hood
- Junior Boys
- Kieran Hebden and Steve Reid
- The Kills
- The Last Shadow Puppets
- Lightspeed Champion
- Liquid Liquid
- Max Tundra
- Cass McCombs
- Eugene McGuinness
- Juana Molina
- Jim O’Rourke
- The Pastels
- Pram
- Psapp
- The Pyramids
- Quasi
- Sebadoh
- Sons and Daugters
- Steve Reid Ensemble
- The Television Personalities
- These New Puritans
- The Rococo Rot
- Tricky
- u.n.p.o.c.
- Wild Beasts
- Wet Leg
- Von Sudenfed
- Robert Wyatt
- Yo! Majesty
- James Yorkston and The Athletes
- Young Marble Giants

### Wcześniej
- (Smog)
- 10,000 Things
- Aerial M
- ...And You Will Know Us By The Trail Of Dead
- The Beautiful New Born Children
- The Blueskins
- Bowlfish
- Cinema
- Come
- Crescent
- Cindy Dall
- Deluxx Folk Implosion
- Directorsound
- Matt Elliott
- Fence Collective
- Fire Engines
- Fizzarum
- Flying Saucer Attack
- The Folk Implosion
- The For Carnation
- Ganger
- Gastr del Sol
- God's Eye
- Neil Michael Hagerty
- HMS Ginafore
- Josef K
- King Creosote
- Leatherface
- Jason Loewenstein
- Lone Pigeon
- Loose Fur
- The Magnetic Fields
- Matt Sweeney i Bonnie Billy
- Midnight Funk Association
- Barbara Morgenstern
- Mouse on Mars
- Movietone
- Neutral Milk Hotel
- Will Oldham
- Orange Juice
- Pajo
- Palace
- Palace Brothers
- Papa M
- Pavement
- Pictish Trail
- Plush
- Policecat
- Preston School Of Industry
- Quickspace
- Royal Trux
- Sandy Dirt
- Scarce
- Schlammpeitziger
- Sentridoh
- Silver Jews
- Elliott Smith
- Smudge
- Supershunk
- Tele:Funken (Terry Funken)
- Telstar Ponies
- Test Icicles
- The Third Eye Foundation
- The Triffids
- V-Twin
- Weird War
- Woodbine